# Gumpang (Bukit Tusam)
Gumpang is een bestuurslaag in het regentschap Aceh Tenggara van de provincie Atjeh, Indonesië. Gumpang telt 201 inwoners (volkstelling 2010).